# Vittorio Congia
Vittorio Congia (Iglesias, 4 novembre 1930 – Trevignano Romano, 27 novembre 2019) è stato un attore e doppiatore italiano.

## Biografia
Nato a Iglesias, ma cresciuto a Cagliari, iniziò in giovane età a seguire lezioni di pittura da Dino Fantini e di scultura da Franco D'Aspro; prese le prime lezioni di violoncello dagli amici del padre Luigi, che gli permise di frequentare il conservatorio di Santa Cecilia; scelse poi di seguire il corso di recitazione del centro sperimentale di cinematografia, dove si diplomò nel 1952.
Tra il 1957 e il 1978 apparve in circa quaranta film, tra cui dodici musicarelli.
Per la televisione partecipò a diverse miniserie televisive: Biblioteca di Studio Uno (episodio I tre moschettieri, 1964),  Za-bum (1964), Scaramouche (1965), Oliver Cromwell: Ritratto di un dittatore (1969), Nero Wolfe (episodio Salsicce "Mezzanotte", 1971), Le inchieste del commissario Maigret (episodio Maigret in pensione, 1972),  Il commissario De Vincenzi (episodio L'albergo delle tre rose, 1974), Don Giovanni in Sicilia (1977), Il furto della Gioconda (1978), Tecnica di un colpo di Stato: la marcia su Roma (1978). 
Prese parte inoltre ad alcuni episodi della rubrica pubblicitaria televisiva Carosello:
nel 1958, insieme a Ernesto Calindri, pubblicizzò il brandy Stock 84; nel 1961, insieme ad Aroldo Tieri l'Idrolitina della Gazzoni; e dal 1963 al 1967, insieme a vari altri attori famosi, il digestivo Cynar e il liquore Vov. 
Muore a Trevignano Romano il 27 novembre 2019 a 89 anni e due giorni dopo è stato celebrato il funerale presso la chiesa di San Bernardino. Riposa nel cimitero locale.

## Teatro
- Il borghese gentiluomo di Molière, regia di Tatiana Pavlova (1953)
- Antigone di Sofocle, regia di Guido Salvini (1954)
- Romeo e Giulietta di William Shakespeare, regia di Guido Salvini (1954)
- La favola del figlio cambiato di Luigi Pirandello, regia di Orazio Costa (1957)
- Ornifle di Jean Anouilh, regia di Vittorio Gassman. Prima al Teatro Manzoni di Milano, 5 marzo 1957.
- Don Jak di Luciano Salce, regia di Vittorio Gassman. Prima al Teatro Quirino di Roma (1958)
- Irma la dolce di Alexandre Breffort, regia di Vittorio Gassman e Luciano Lucignani (1958)
- Sogno d'una notte di mezza estate di William Shakespeare, regia di Mario Ferrero (1959)
- Estate e fumo di Tennessee Williams, regia di Virginio Puecher (1959)
- Giulio Cesare di William Shakespeare, regia di Mario Ferrero, per le Olimpiadi di Roma, (1960)
- Buonanotte Bettina di Garinei e Giovannini (1964)
- Asinaria di Plauto, regia di Marco Mariani (1965)
- Androclo e il leone di George Bernard Shaw, regia di Mario Ferrero (1966)
- Rinaldo in campo di Garinei e Giovannini (1966)
- Il mercante di Venezia di William Shakespeare, regia di Ettore Giannini (1966)
- Venti zecchini d'oro di Pasquale Festa Campanile e Luigi Magni, regia di Franco Zeffirelli (1968)
- Le allegre comari di Windsor di William Shakespeare, regia di Mario Ferrero (1968)
- Anfitrione di Plauto, regia di Mario Ferrero (1969)
- Le Bacchidi di Plauto, regia di Daniele D'Anza (1970)
- La scuola della maldicenza, regia di Sergio Tofano (1971)
- La commedia del Decamerone di Mario Amendola e Bruno Corbucci, regia di Amendola e Corbucci (1972)
- Le furberie di Scapino di Molière, regia di Roberto Marcucci (1975)
- Misura per misura di William Shakespeare, regia di Luigi Squarzina (1977)
- Terrore e miseria del Terzo Reich di Bertolt Brecht, regia di Luigi Squarzina (1978)
- La Celestina, regia di Luigi Squarzina (1978)
- Il ventaglio di Carlo Goldoni, regia di Luigi Squarzina (1980)
- Casa cuorinfranto di George Bernard Shaw, regia di Luigi Squarzina (1981)
- Morte della famiglia di Henrik Ibsen, regia di Memè Perlini (1981)
- Monsieur Ornifle di Jean Anouilh, regia di Luigi Squarzina (1985)
- Se devi dire una bugia dilla grossa di Ray Cooney, regia di Pietro Garinei (1986)
- J. G. Borkman di Henrik Ibsen, regia di Memè Perlini (1988)
- Testamento di sangue di Dario Bellezza, regia di Renato Giordano (1990)
- Casa turca al petalo di rosa di Guy de Maupassant, regia di Renato Giordano (1991)
- La bottega del caffè di Rainer Werner Fassbinder, regia di Renato Giordano (2009)

## Televisione
- Senza rete, regia di Alberto Benucci (1954)
- Folie restaurant (1955)
- La notte di sette minuti di Georges Simenon e Charles Méré, regia di Alessandro Brissoni, trasmessa il 6 marzo 1955.
- Zio Vania, regia di Silverio Blasi (1955)
- Scugnizza, regia di Silverio Blasi (1955)
- Pulcinella affamato in Palestina, regia di Carla Ragionieri (1956)
- Al Pappagallo Verde di A. Schnitzler, regia di Silverio Blasi (1956)
- Scampolo, regia di Mario Landi (1957)
- Via Bel Garbo, regia di Vittorio Cottafavi (1957)
- I giocatori, regia di Silverio Blasi (1958)
- L'importanza di essere Franco di Oscar Wilde, regia di Mario Ferrero, trasmessa nel 1958.
- Il gatto e le tigri, regia di Alberto Gagliardelli (1958)
- La casa dalle 7 torri, regia di Guglielmo Morandi (1959)
- Giovanna di Lorena, regia di Mario Ferrero (1959)
- La bottega del caffe di Carlo Goldoni, regia di Guglielmo Morandi (1960)
- Capitano tutte a me... la coscienza è a posto, regia di Eros Macchi (1960)
- Al Cavallino Bianco, regia di Vito Molinari (1960)
- Il cardinale, regia di Silverio Blasi (1960)
- La trincea, regia di Vittorio Cottafavi (1961)
- Il signore delle 21, regia di Enzo Trapani (1962)
- Il viaggio del signor Perrichon di Eugène Labiche, regia di Alessandro Brissoni, trasmessa il 21 gennaio 1963.
- Il piccolo caffè di Tristan Bernard, regia di Vittorio Cottafavi, trasmessa il 12 febbraio 1963.
- Il malato immaginario, regia di Silverio Blasi (1963)
- Il macchiettario, regia di Lino Procacci (1964)
- Za Bum, regia di Mario Mattoli (1964)
- Biblioteca di Studio Uno, episodio I tre moschettieri, regia di Antonello Falqui (1964)
- Scaramouche, regia di Daniele D'Anza – miniserie TV, trasmessa dall'8 ottobre al 6 novembre 1965.
- La prova del nove, regia di P. Turchetti (1965)
- Orsa Maggiore, regia di Eros Macchi (1965)
- Non cantare, spara, regia di Daniele D'Anza – miniserie TV, trasmessa, in 8 puntate, dal 5 maggio 1968.
- Lazarillo, regia di Andrea Camilleri (1968)
- Signore e Signora, regia di Eros Macchi (1970)
- Salsicce a mezzanotte, regia di Giuliana Berlinguer (1971)
- Le inchieste del commissario Maigret – serie TV, episodio Maigret in pensione, trasmesso in due puntate: 16 e 17 settembre 1972.
- Le metamorfosi di un suonatore ambulante di Peppino De Filippo, regia di Romolo Siena (1972)
- La giostra, regia di Sandro Bolchi, trasmessa il 20 ottobre 1972.
- Il commissario De Vincenzi – serie TV, episodio 1x02 (1974)
- La canarina assassinata, regia di Marco Leto (1974)
- La consulte ridicule, regia di Sergio Velitti (1974)
- Stenterello a Tunisi, regia di Mario Ferrero (1975)
- Ginevra degli Almieri, regia di Mario Ferrero (1975)
- Don Giovanni in Sicilia, regia di Guglielmo Morandi – miniserie TV (1977)
- Il barone e il servitore, regia di Davide Montemurri (1978)
- Il furto della Gioconda, regia di Renato Castellani – miniserie TV (1978)
- Tecnica di un colpo di stato: la marcia su Roma, regia di Silvio Maestranzi – miniserie TV (1978)
- Boccaccio & Co: Bartolomea e Paganino brigante amoroso, regia di C. Mascioni (1982)
- Un cane sciolto, regia di Giorgio Capitani (1991)

## Radio
- Don Alessandro è tardi (1954)
- Dossier 113 (1954)
- L'Italia l'ho fatta io, regia di Alberto Casella (1954)
- I lamenti funebri e l'esperienza arcaica della morte di Ernesto de Martino (1954)
- Una moglie per Giasone di Enzo Maurri, regia di Nino Meloni, trasmessa il 23 giugno 1956.
- Così va il mondo (1958)
- Il teatro surrealista di Federico Garcia Lorca, regia di Vittorio Sermonti (1960)
- Macbeth, regia di Mario Ferrero (1960)
- Nozze di sangue, regia di Mario Ferrero (1960)
- La Cadillac tutta d'oro, regia di Nino Meloni (1960)
- La Signora delle Camelie, regia di Mario Ferrero (1960)
- Lo zio Kerwork (1960)
- La mano incantata, regia di Nino Meloni
- Così è se vi pare, regia di Mario Ferrero (1961)
- Don Giovanni e il convitato di pietra, regia di Mario Ferrero (1961)
- Gran Gala, regia di Marco Visconti (1961)
- Idillio all'isola verde, regia di Paolo Giurama (1967)
- Il drago, regia di Paolo Giurama (1967)
- Una notte per la corona, regia di Sandro Bolchi (1960)
- Il malato immaginario, regia di Ottavio Spadaro (1970)
- Luci di boheme, regia di Andrea Camilleri (1970)
- Il mutante K, regia di Edoardo Torricella (1972)
- Le cabinet des Fees, regia di Edoardo Sanguineti (1973)
- Le due frecce, regia di Ottavio Spadaro (1977)
- L'agente segreto, regia di Fabio Piccioni (1978)
- Vita di un guaritore, regia di Maurice Mességué e di Edoardo Torricella (1982)

## Filmografia

Vittorio Congia in Amico, stammi lontano almeno un palmo (1972) di Michele Lupo

- Messalina Venere imperatrice, regia di Vittorio Cottafavi (1960)
- 5 marines per 100 ragazze, regia di Mario Mattoli (1961)
- Gerarchi si muore, regia di Giorgio Simonelli (1961)
- Don Camillo monsignore... ma non troppo, regia di Carmine Gallone (1961)
- Gli attendenti, regia di Giorgio Bianchi (1961)
- I soliti rapinatori a Milano, regia di Giulio Petroni (1961)
- Mina... fuori la guardia, regia di Armando W. Tamburella (1961)
- Obiettivo ragazze, regia di Mario Mattoli (1961)
- Sua Eccellenza si fermò a mangiare, regia di Mario Mattoli (1961)
- Vacanze alla Baia d'Argento, regia di Filippo Walter Ratti (1961)
- 2 samurai per 100 geishe, regia di Giorgio Simonelli (1962)
- Quattro notti con Alba, regia di Luigi Filippo D'Amico (1962)
- Frenesia dell'estate, regia di Luigi Zampa (1963)
- Amore facile, regia di Gianni Puccini (1964)
- Amori pericolosi, regia di Carlo Lizzani (1964)
- Follie d'Europa, regia di Ferdinando Baldi (1964)
- In ginocchio da te, regia di Ettore Maria Fizzarotti (1964)
- Gli amanti latini, regia di Mario Costa (1965)
- I figli del leopardo, regia di Sergio Corbucci (1965)
- Non son degno di te, regia di Ettore Maria Fizzarotti (1965)
- Questo pazzo, pazzo mondo della canzone, regia di Bruno Corbucci e Giovanni Grimaldi (1965)
- Se non avessi più te, regia di Ettore Maria Fizzarotti (1965)
- Scaramouche, regia di Daniele D'Anza (1965)
- Soldati e caporali regia di Mario Amendola (1965)
- Nessuno mi può giudicare, regia di Ettore Maria Fizzarotti (1966)
- Perdono, regia di Ettore Maria Fizzarotti (1966)
- Rita la zanzara, regia di Lina Wertmüller (1966)
- Te lo leggo negli occhi, regia di Camillo Mastrocinque (1966)
- Il ragazzo che sapeva amare, regia di Vincenzo dell'Aquila (1967)
- Maigret a Pigalle, regia di Mario Landi (1967)
- Zum Zum Zum - La canzone che mi passa per la testa, regia di Bruno Corbucci e Sergio Corbucci (1968)
- Lisa dagli occhi blu, regia di Bruno Corbucci (1969)
- Requiem per un peso massimo, regia di Maurizio Scaparro (1970)
- Una cavalla tutta nuda, regia di Franco Rossetti (1971)
- Il gatto a nove code, regia di Dario Argento (1971)
- Venga a fare il soldato da noi, regia di Ettore Maria Fizzarotti (1971)
- Amico, stammi lontano almeno un palmo, regia di Michele Lupo (1972)
- Tutti per uno botte per tutti, regia di Bruno Corbucci (1973)
- 4 marmittoni alle grandi manovre, regia di Marino Girolami (1974)
- Ridendo e scherzando, regia di Marco Aleandri (1978)

## Doppiaggio

### Film cinema
- Ian Holm ne Il Signore degli Anelli - La Compagnia dell'Anello, Il Signore degli Anelli - Il ritorno del re, The Aviator, Lo Hobbit - Un viaggio inaspettato, Lo Hobbit - La battaglia delle cinque armate
- Chico Marx in La guerra lampo dei Fratelli Marx, Una notte a Casablanca
- Burt Young in Balordi & Co. - Società per losche azioni capitale interamente rubato $ 1.000.000, Convoy - Trincea d'asfalto
- Michael Gambon in Insider - Dietro la verità
- Art Evans in 58 minuti per morire - Die Harder
- Michael Gough in Il mistero di Sleepy Hollow
- Jeff Rawle in Harry Potter e il calice di fuoco
- David Bradley in Harry Potter e la pietra filosofale
- Jerry Adler in Misterioso omicidio a Manhattan
- Harve Presnell in Face/Off - Due facce di un assassino
- Sydney Pollack in Mariti e mogli
- Jerry Stiller in Grasso è bello
- Harry Dean Stanton in Alien Autopsy
- Ed Lauter in Scuola d'onore
- Bill Tung in Police Story
- Ron Perlman in Scuola di polizia - Missione a Mosca
- Charles Durning in Detective coi tacchi a spillo
- Jerry Orbach in Crimini e misfatti
- John Mahoney in Schegge di paura
- James Earl Jones in La vera storia di Babbo Natale
- Andy Griffith in A Holiday Romance
- Ricardo Montalbán in Missione 3D - Game Over
- Eugene Roche in Amarsi
- Bob Steele in Il grande sonno (ed.1975)
- Simon Callow in Shakespeare in Love
- Robert Duvall in Io sono la legge
- George Grizzard in Bachelor Party - Addio al celibato
- Luke Askew in Il più bel gioco della mia vita
- Sergio Mendizábal in Crystalbrain - L'uomo dal cervello di cristallo

### Film d'animazione
- Voce del traghettatore napoletano in Arthur e il popolo dei Minimei
- Fa Zhou in Mulan II
- Papi in Le follie di Kronk

## Doppiatori
- Ferruccio Amendola in Amico, stammi lontano almeno un palmo